# Emmanuel Martínez
Emmanuel Martínez (San Martín, Buenos Aires, Argentina; 23 de marzo de 1989) es un futbolista argentino que juega como defensor en CD Pacífico de Perú. 
Debutó profesionalmente el 9 de junio de 2007 en el empate 2-2 de River ante Nueva Chicago por la 18º fecha del Torneo Clausura 2007.

## River Plate
Su debut en el millonario se produjo el 9 de junio de 2007 en el empate 2-2 contra Nueva Chicago. En el conjunto de Nuñez disputó en un total 4 partidos entre la temporada 2006/2008.

## FC Pirin
En la temporada 2008/2009 con poco rodaje en el equipo millonario, se marcharía hacia su primera experiencia europea; más precisamente al fútbol búlgaro. Debutó en el Pirin el 15 de septiembre de 2008 en la victoria 2-0 ante el PFK Belasitsa Petrich. En conjunto de Bulgaria disputó un total de 5 partidos sin anotar goles y siendo amonestado en 2 ocasiones.

## Ferro Carril Oste
En la temporada 2009/2010 decide regresar a la Argentina, recalando en Ferro que por aquel entonces era dirigido por Jorge Ghiso. Disputando su primer encuentro el 24 de septiembre de 2009 en el empate 1-1 contra Unión de Santa Fe. Disputó un total de 5 partidos sin anotar goles y siendo amonestado en 2 ocasiones.

## Quilmes
En 2010 llegó al conjunto cervecero que era dirigido por Jorge Ghiso quien lo conocía de su paso por Ferro. Debutó en la derrota de su equipo 4-0 ante Boca Unidos por el Nacional B. Disputó un total de 13 partidos sin anotar goles y siendo amonestado en 3 ocasiones.

## Deportivo Merlo
En 2011 llegó a Merlo que era dirigido por Felipe De La Riva. Debutó en el empate 0-0 ante el Club Atlético Tiro Federal. Disputando 16 partidos sin anotar goles y siendo amonestado en 3 ocasiones. 

## 2012 Deportivo Merlo
Bajo la dirección técnica de Felipe De La Riva y posteriormente de Nestor Ferraresi. Disputaría un total de 25 partidos sin anotar goles y siendo amonestado en 6 ocasiones.
Disputó un total de 41 partidos en Merlo, sin anotar goles y con 9 amonestaciones.

## Olimpo de Bahía Blanca
En 2012/2013 llegaría al conjunto bahiense dirigido por Walter Perazzo. Su primer partido sería en el empate 0-0 ante Nueva Chicago. Disputando 12 partidos sin anotar goles y siendo amonestado 2 veces.

## Los Andes
En la temporada 2014 llega a Los Andes que es dirigido por Fabian Nardozza, allí se afianza en la titularidad con buenos rendimientos y siendo uno de los puntos destacados del equipo "Milrayitas" que obtiene el ascenso a la Primera B Nacional en la temporada 2014. En el elenco de Lomas de Zamora también disputa el torneo 2015 de la B Nacional en la que Los Andes animó el certamen de la categoría.

## Clubes
| Club             | País      | Año         | PJ | Goles |
| ---------------- | --------- | ----------- | -- | ----- |
| River Plate      | Argentina | 2007        | 3  | 0     |
| PFC Pirin        | Bulgaria  | 2008-2009   | 9  | 0     |
| Ferro            | Argentina | 2009-2010   | 4  | 0     |
| Quilmes          | Argentina | 2010        | 13 | 0     |
| River Plate      | Argentina | 2010-2011   | 0  | 0     |
| Deportivo Merlo  | Argentina | 2011-2012   | 39 | 0     |
| Olimpo           | Argentina | 2012-2013   | 13 | 0     |
| Los Andes        | Argentina | 2013-2016   | 58 | 0     |
| Barracas Central | Argentina | 2016 - 2017 | 20 | 0     |
| Los Andes        | Argentina | 2017-2018   | 0  | 0     |
| CD Pacífico      | Perú      | 2019-       |    |       |